# デプレッシブブラックメタル
デプレッシブブラックメタル(Depressive black metal)は、ヘヴィメタルの中に含まれる音楽ジャンルの一つで、ブラックメタルのサブジャンルである。略称はデプレ。鬱ブラック、自殺系ブラックとも呼ばれる。海外ではDSBM(Depressive suicidal black metal)がよく用いられている。本記事では以下DSBMと呼称する。

## 概要
DSBMは、曲の表現において鬱や自殺、厭世観等をテーマにしたブラックメタルである。音楽スタイルはブラックメタル由来のうなり声、金切声に加えて泣き叫ぶような声が使用される曲や、正統派ブラックメタルではよく使用されるトレモロリフを使用しないテンポがスロウな曲や、ピアノ中心で展開する曲もある。
歌詞の内容は自殺や虚無主義、この世への憎悪、厭世観、自己嫌悪等が含まれた悲観的・破滅的・退廃的なものがよく見られる。バンド名においては、Life Is PainやMake a Change… Kill Yourselfのように鬱を実直に表現したものもあれば、Happy Days、Lifeloverのように皮肉めいたものもある。
またバンドロゴに、自殺用ロープをロゴのデザインの一部として使用しているバンドも存在する。ディスクジャケットやアートワークには、リストカットで用いる道具や、ODで用いる「薬」や注射器、自殺用拳銃が描写される事もある。

## 詳細
多くはテンポが遅く暗い演奏スタイルを取っており、クリーントーンが頻繁に使用される。典型的なブラックメタルに近いバンドから、反対にヘヴィメタルの要素の大部分を削ぎ落としたバンドまで存在し、その形態は多種多様である。また精神性が重要視されているため、演奏や音質にウェイトを置いていないバンドが多い。このジャンルのバンドには、Xasthurのような個性的なバンドも含まれる。歌詞のテーマは鬱や自殺等が圧倒的に多いが、それらに限定されず、多岐にわたる。しかしDSBMにおいては歌詞がさほど重要でない場合もあり、バンドによっては歌詞を公表していない。稀に、DSBMであっても歌詞の内容がNSBMやペイガンメタルなどに近いケースやその逆が存在することがある。
コープス・ペイントや鋲の打たれたガントレット等、典型的ブラックメタルの攻撃的なファッションはあまり見られず、装飾の少ない場合が大半である。多くのミュージシャンは素顔を公開しておらず、アーティスト写真では顔を手で覆っていることが多い。アートワークには先述の通り自殺や自傷行為、若しくはそれらに関連するモチーフが頻繁に用いられているが、暗い森林や寂しげな空間を描写したものもよく見られる。
環境音楽の要素を持つアンビエントブラックメタルの音楽性を持ち合わせたバンドやフューネラルドゥームメタルの音楽性を持ち合わせたバンド、ポストメタルの音楽性を持ち合わせたバンドなどが見受けられる。
日本のバンドとしてKanashimi、No Point in Living、Ebola等が知られているものの、他国と比較してバンドの数は少ない。

## 主要バンド
- Shining
- Lifelover
- Silencer
- Nae'blis
- Apati
- Vanhelga
- Hypothermia
- Kvävning
- Deadlife
- Life Is Pain
- Trist
- Strid
- Nidhoggr
- Totalselfhatred
- Photophobia
- Forgotten Tomb
- Beyond Melancholy
- Make a Change… Kill Yourself
- Sorry...
- Lyrinx
- Self-Inflicted Violence
- An Autumn for Crippled Children
- Eindig
- Bethlehem
- ColdWorld
- Sterbend
- Nyktalgia
- Blutklinge
- Wedard
- Bonjour Tristesse
- Thränenkind
- Wigrid
- Nocturnal Depression
- Amesoeurs
- Минута Агонии
- Wintercult
- Cheerful Depression
- Psychonaut 4
- Forgive Me
- Ekove Efrits
- Black Hate
- Nostalgie
- Lifeless
- Sacrimoon
- Thy light
- Gris
- Sombres Forêts
- Happy Days
- Xasthur
- Krohm
- Veil
- I Shalt Become
- I'm In A Coffin
- Hanging Garden
- Lost Inside
- My Useless Life
- Depressive Years
- Sadness
- None
- Left Alone...
- Abyssic Hate
- Austere
- Woods of Desolation
- Germ
- Drowning The Light
- Autumn's Dawn
- Be Persecuted
- Kanashimi
- No Point in Living
- Ebola

## メンタル・ヘルス関連
- 鬱
- 自殺
- 自傷
- リストカット
- 飛び降り
- 首吊り
- OD
- 人生の意義
- 虚無主義
- デカダンス
- 厭世観
- 悲しみ
- 孤独
- 絶望
- 不安
- 不条理
- 抑うつ
- 鬱病
- 心的外傷
- PTSD